# Matt Angle
Matthew Ryan Angle (né le 10 septembre 1985 à Columbus, Ohio, États-Unis) est un voltigeur de baseball qui évolue dans les Ligues majeures en 2011 avec les Orioles de Baltimore.

## Carrière
Matt Angle est repêché en 2007 par les Orioles de Baltimore, qui le sélectionnent au septième tour alors qu'il joue pour les Buckeyes de l'université d'État de l'Ohio.
Il fait ses débuts dans le baseball majeur le 17 juillet 2011 avec les Orioles. Son premier coup sûr dans le baseball majeur est réussi le 25 août contre le lanceur Anthony Swarzak des Twins du Minnesota. Le 24 septembre suivant, contre Justin Verlander des Tigers de Detroit et comme premier frappeur du match, il claque son premier coup de circuit dans les majeures. Malgré ce circuit et 7 points produits, Angle ne frappe que pour ,177 de moyenne au bâton en 31 parties pour les Orioles en 2011.
Le 23 février 2012, les Dodgers de Los Angeles le réclament au ballottage. Angle joue dans les ligues mineures avec des clubs affiliés aux Dodgers en 2012 et 2013 ; aux Marlins de Miami en 2014 et aux Athletics d'Oakland en 2015, sans revenir dans les majeures.